# Apweiler

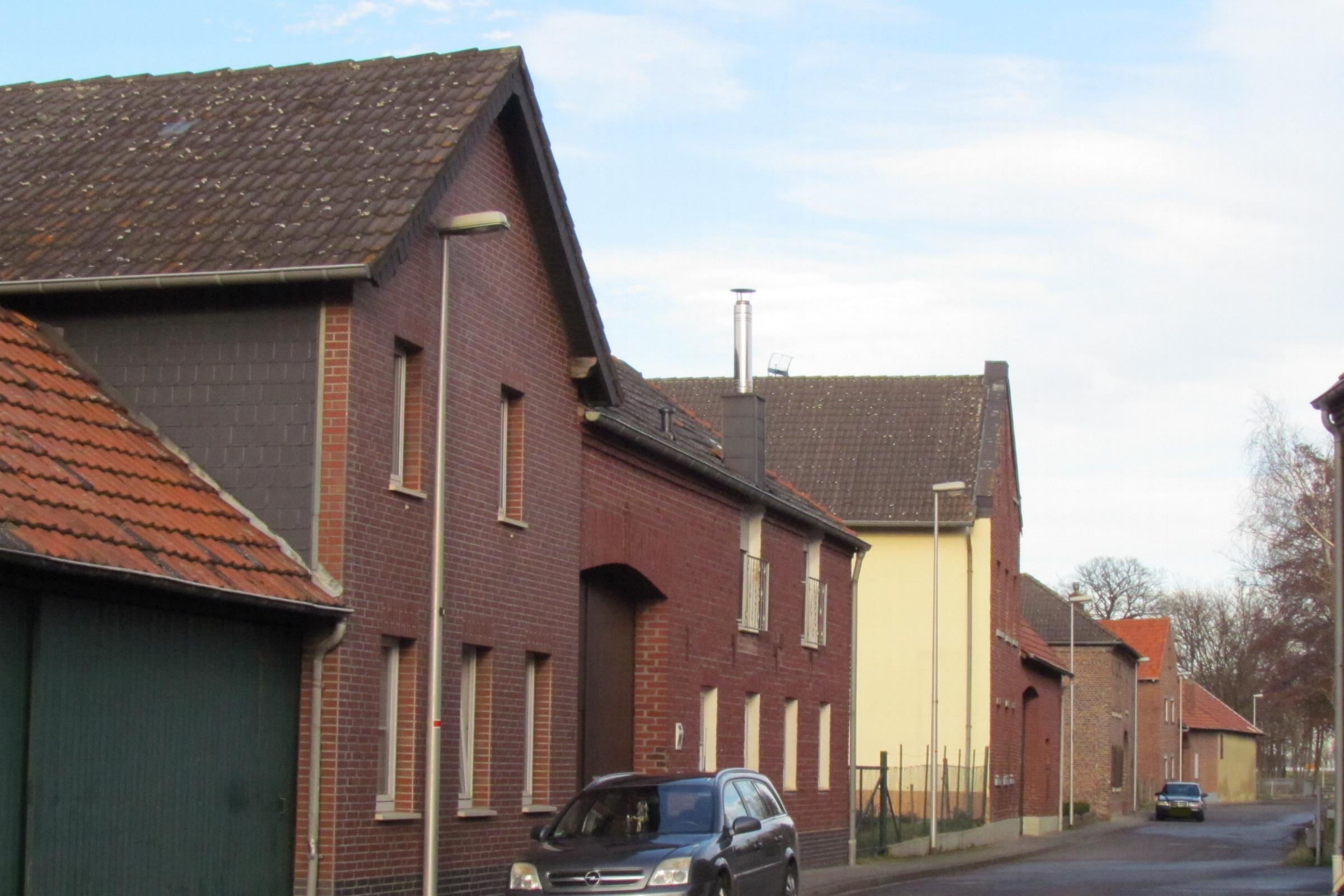
Straßenbebauung in Apweiler

Apweiler (limburgisch: Apwielder) ist ein Ortsteil der Mittelstadt Geilenkirchen im Kreis Heinsberg im Bundesland Nordrhein-Westfalen.

## Geographie

### Lage
Apweiler liegt östlich von Geilenkirchen unweit der Bundesstraße 56 und der Kreisstraße 24. Die Ortschaft ist über die Ederener Straße ohne Durchgangsverkehr erreichbar.

### Gewässer
Durch Apweiler verläuft das Beeckfließ (GEWKZ 28286). Es nimmt bei Bedarf Niederschlagswasser auf und leitet dieses ab. Das Beeckfließ war ursprünglich ein offen geführter Gruben- und Brauchwasserkanal der ehemaligen Grube Carl Alexander in Baesweiler. Es durchfließt die Ortschaften Floverich, Apweiler, Beeck, Leiffarth und Honsdorf und mündet nach 13,3 km unterhalb von Honsdorf in die Wurm. Vor Beeck nimmt das Beeckfließ das Wasser vom Gereonsweiler Fließ auf. Hinter Beeck fließt das Wasser des Immendorfer Fließes hinzu.

### Nachbarorte
| Prummern  | Beeck                                       | Gereonsweiler |
| Immendorf | Kompassrose, die auf Nachbargemeinden zeigt | Ederen        |
| Floverich | Loverich                                    | Puffendorf    |

### Siedlungsform
Apweiler ist ein beidseitig bebauter Weiler. Der Ort und das Umfeld sind ländlich geprägt.

## Geschichte

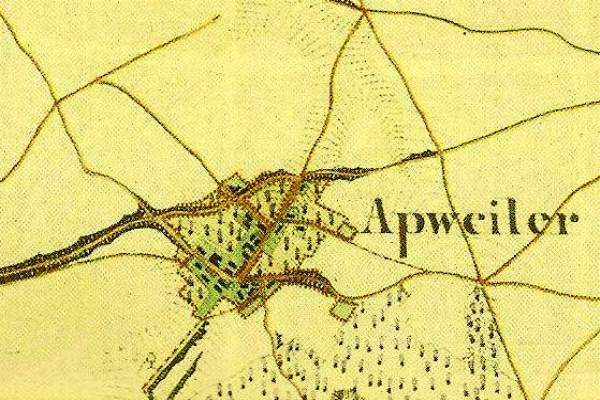
Apweiler auf der Urkatasterkarte 1846

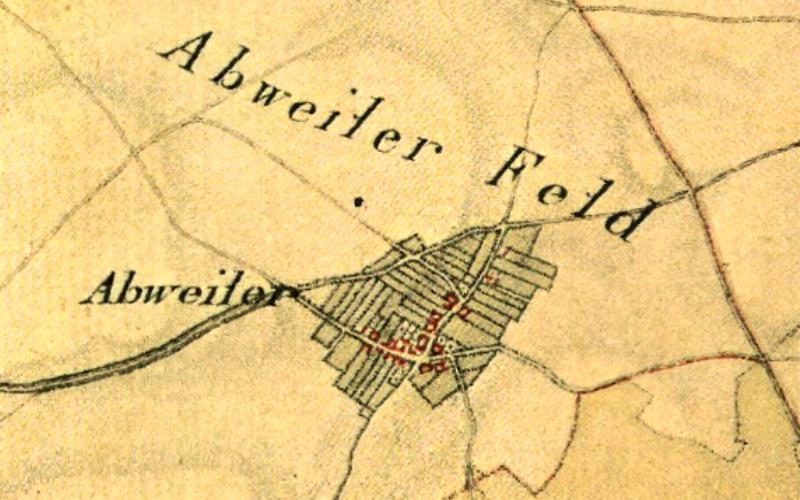
Apweiler auf der Tranchotkarte 1803–1820

### Ortsname
- 1280	Apwilre
- 1483	Apwylre
- 1666	Apweiler

### Ortsgeschichte
Apweiler gehörte früher zum Jülicher Amt Geilenkirchen. Wahrscheinlich gehörte der Ort ursprünglich zur Grundherrschaft Immendorf, in deren Pfarre es auch liegt. Der halbe Zehnt zu Apweiler erscheint im 15. Jahrhundert als Heinsberger Lehen, später als Lehen der Mannkammer Geilenkirchen.
Apweiler hatte 1828 186 Einwohner, 1852 waren es 165 Einwohner und gehörte zur Bürgermeisterei Immendorf. Im Zuge der Gebietsreform wurde das Amt Immendorf-Würm am 1. Januar 1972 aufgelöst. Rechtsnachfolger ist die Stadt Geilenkirchen (Aachen-Gesetz (1971)).

### Kirchengeschichte
Apweiler bildet mit Immendorf und Waurichen die Pfarre Immendorf. Die Bevölkerung besteht zum größten Teil aus Katholiken. Im Zuge der Pfarrgemeindereformen im Bistum Aachen wurde die ehemals eigenständige katholische Pfarrgemeinde St. Peter Immendorf in die Gemeinschaft der Gemeinden (GdG) St. Bonifatius Geilenkirchen eingegliedert.

## Sehenswürdigkeiten

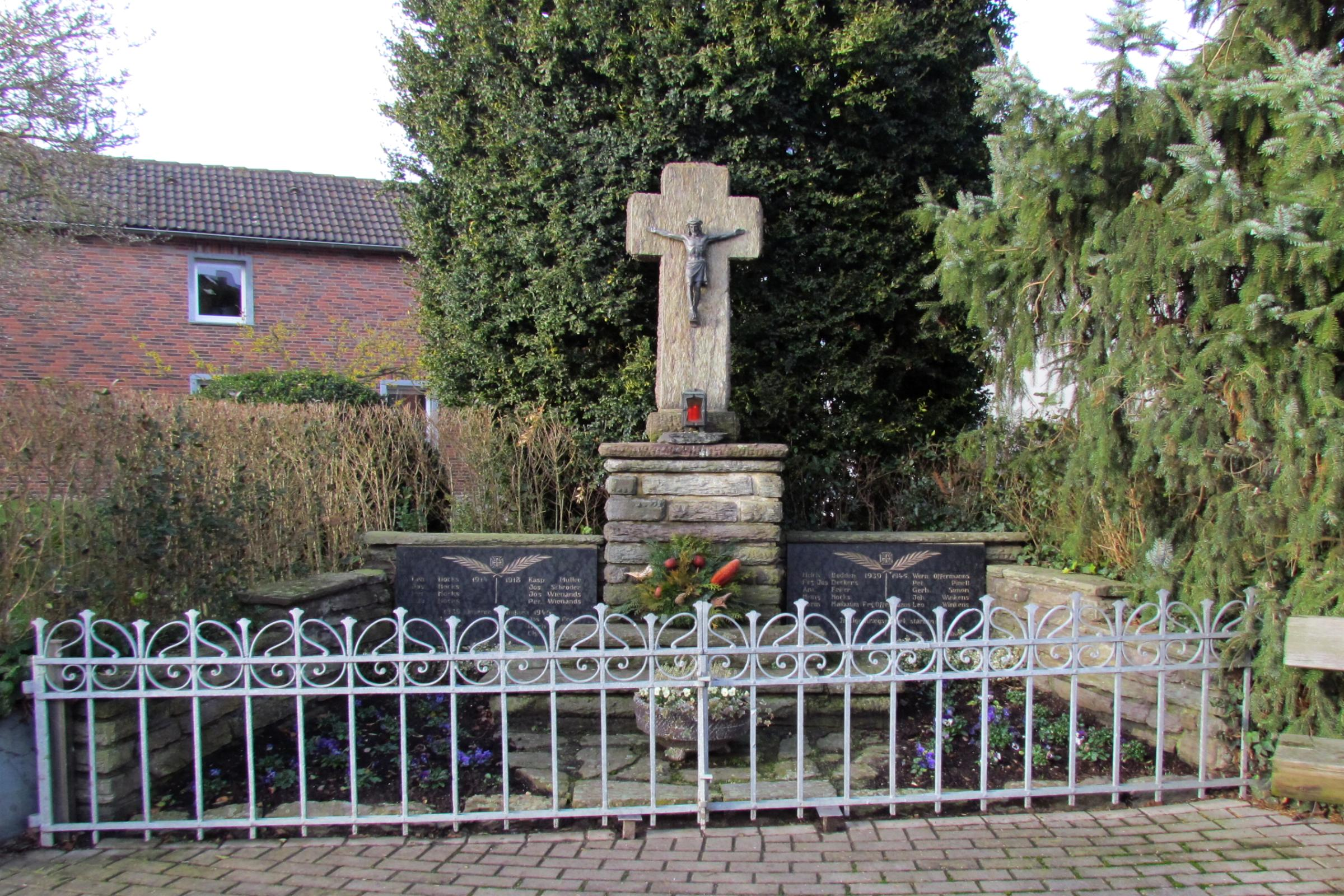
Kriegerdenkmal in Apweiler

- Kriegerdenkmal an der Ederener Straße

## Infrastruktur und Verkehr

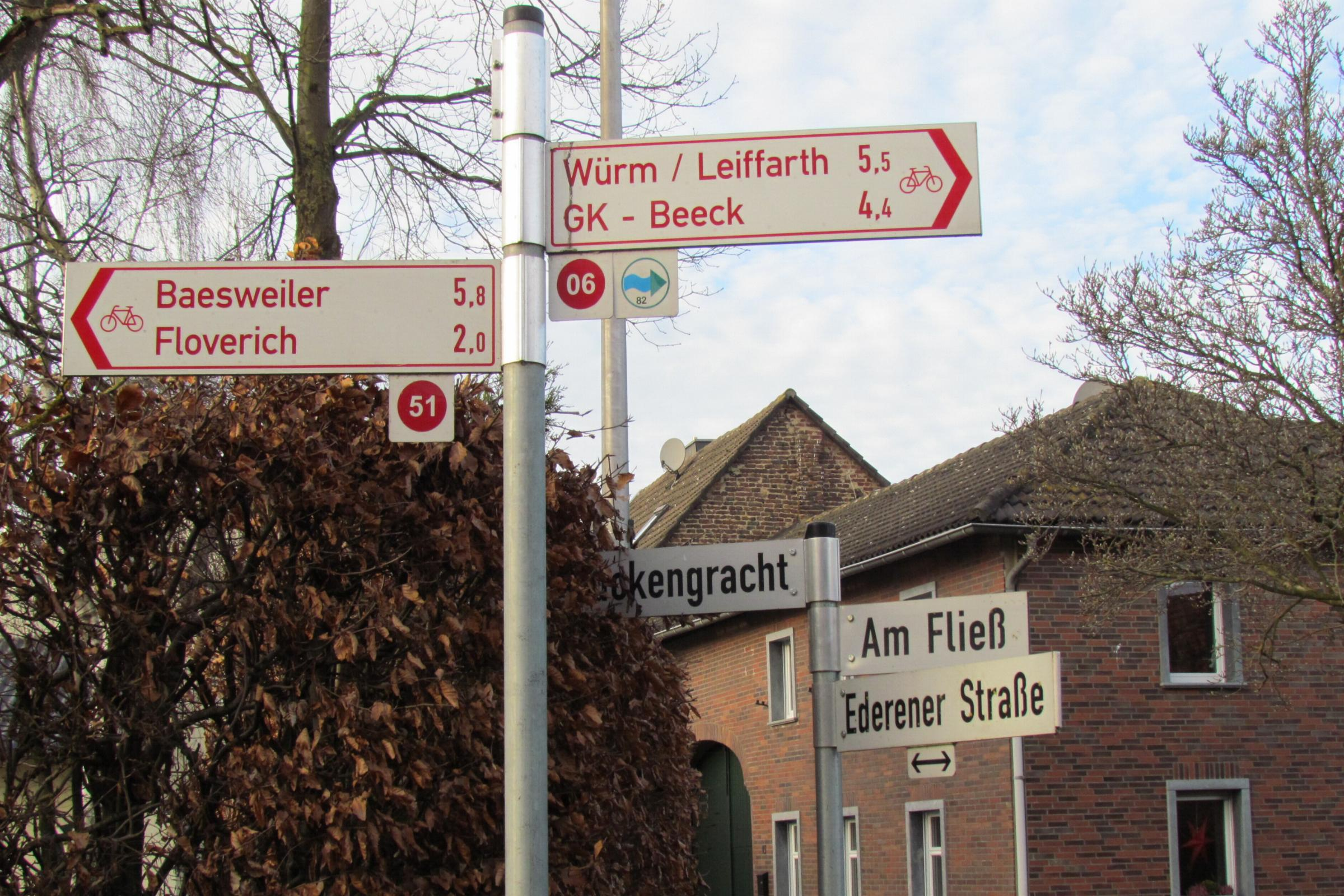
Beschilderung zum Radverkehrsnetz NRW

- Es existieren mehrere landwirtschaftliche Betriebe, teilweise mit Tierhaltung, sowie einige Kleingewerbebetriebe.
- Ein Spielplatz an der Ederener Straße
- Anschluss an das Radverkehrsnetz NRW

Apweiler ist an Schultagen mit der Buslinie 432 der WestVerkehr an das ÖPNV-Netz des Aachener Verkehrsverbundes angeschlossen. Abends und am Wochenende kann der Multi-Bus angefordert werden.
| Linie | Verlauf |
| ----- | --- |
| 432   | Geilenkirchen Bf – Prummern – Immendorf – (Apweiler –) Floverich – Loverich – Puffendorf – Setterich – Baesweiler |

## Vereine
- Interessengemeinschaft der Ortsvereine in der Pfarre Immendorf, Waurichen, Apweiler
- Karnevalsgesellschaft Lott se loope Immenwauweiler

## Regelmäßige Veranstaltungen
- Rosenmontagszug der KG Immenwauweiler
- St. Martin-Umzug in Apweiler
- Seifenkistenrennen der Schützenjugend

## Straßennamen
Am Fließ, Bückengracht, Ederener Straße, Weißenstein